# 風水渙
『風水渙』（ふうすいかん）は、木々高太郎の連作長編推理小説。最初の7話分が「探偵小説連続短篇」の題名で『現代』1937年6月号（18巻6号）から12月号（18巻12号）にかけて連載された。1938年（昭和13年）に『甲賀・木下・木々高太郎第二巻/四十指紋の男』として春秋社に収録された後、初出不明の第8話を加え、1940年（昭和15年）に『春陽堂文庫』にまとめられた。戦後には春秋社版が極光書房から刊行されており、また、第一話のみ初出時のタイトル、『風水渙』として1970年（昭和45年）に『木々高太郎全集』第三巻、朝日新聞社に収録されている。

## 解説
『風水渙』は「作者の言葉」（『現代』1937年5月号）にあるように、夏目漱石の『彼岸過迄』にならった「毎月1つづつ、いくつかの短篇を重ねて、大きな一つの長篇になるやうな試み」であり、夏目漱石以上に、一作づつが完了した短篇で、全体としてもっと緊密な長篇になるように試みたものである。モーリス・ルブランの『八点鐘』の影響なども見受けられ、レニーヌ公爵と、夫と別居中の人妻オルタンスの関係は、『風水渙』における謎の青年紳士と警視総監の娘大木勝子との関係に呼応しており、オルタンスが自身の事件にかかわり幕を閉じるのと同様、勝子も結婚問題にまつわる事件と、紳士の出生の秘密とが意外な相関を見せるという展開を見せている。また『人生の阿呆』における祖母文学としての要素も盛り込まれている。
このような構成は現代では珍しいものではないが、当時としては斬新なものであった。木々高太郎のシリーズキャラクターが脇役でゲスト出演しているのも特徴の一つである（『四十指紋の男』→志賀博士、『銀十二枚』・『霜を踏む』→落合警部、『祖母の珊瑚珠』→小山田博士）。
著者は7話目を発表した時点で、物語の一番面白いところはまだ出てきていないが、一応は7回で完結したものとみて良い、さらに波瀾のある物語を、またどこかで続けてみたいという意向を示していた（昭和13年10月、小冊子『探偵春秋』）。その後に第8話『純情の指輪』が発表されたようであるが、初出は不明である。

## あらすじ

### 小僧と酒徳利（風水渙）
日露戦争の頃、細君に逃げられ、小僧と呼んでいる子供と二人暮らしの大道易者、「大極道人」がいた。11月の終わり頃、彼は銀座の天賞堂という時計並びに貴金属商のところへ通っている貴金属工から以下のような相談を持ちかけられた。
とある屋台の大道店にやってきた、18、9歳の美人の若い女が、左手の薬指にはめているダイヤモンドの指輪と、金属工の売っているルビー入りの金指輪とを交換しようというのだ。屋台店の主人はさらに1円を要求し、娘は1円を払ってルビーの指輪をはめて立ち去っていった。その様子を眺めていた貴金属商は屋台店の主人からそのダイヤの指輪を買い取り、天賞堂の番頭に見せ、300円で売った。翌朝、貴金属商は屋台店のあるところへ行ったら、売りてが変わっていたので、尋ねたところ、前の主人は贓品買いで警察に捕まったという。そこで、自分及び天賞堂の番頭に累が及んではならぬと占いを立てて欲しい、と大極道人に頼みに来たというのだ。
大極道人は「風水渙」という卦を立て、特に問題はないという結論を出した。その様子を見ていた大極道人の息子の小僧は、娘がダイヤの指輪を手放したわけを疑問に思っていた。彼は尾行の名人で、深夜遅くに出かけるという父親のあとをつけようとしたが、そんな彼の心の内を見透かした父親の大極道人は、息子に酒を2合買っておき、自分が帰ってきたらすぐに眠れるよう、蒲団を用意しておくようにと伝言した。
大極道人が調査をしたところ、彼の訪れる前に刑事が彼と同じ件で古道具屋の夜店を訪ねたことが分かった。天賞道の番頭より、ダイヤの指輪と美人の話が警察に漏れていた。実は美人姉妹の中の妹であり、姉は洋妾（ラシャメン）をしており、姉はイギリス人、ケイルズの愛人をしていたが、イギリス人は妹までその毒牙にかけようとしていた。妹は姉がくれた指輪を気味悪がり、夜店で取り替えたというのだ。その後、ケイルズの元に警察の手入れがはいり、家宅捜索が行われたが、ケイルズが日本人に誘いを掛けるために使っていたダイヤの指輪数点が行方不明になっていた。
大極道人の息子の小僧は、そのイギリス人宅に忍び込んだ盗賊が落としたという指輪を拾い、警察に届け、感謝された。
それから二十年ほど後、とある青年紳士が上記のような話を、聖橋にもたれながら、洋服姿の令嬢に語っていた。令嬢は小僧が誰がイギリス人宅から貴重品を盗んだのか、それはどこにはいっていたのか、をすぐさま見抜き、青年紳士が小僧ののちの姿であることに気づくのだった。

### 四十面相の男
その令嬢、大木勝子の父親が2度目の警視総監になり、娘にとある回想談を語った。
勝子が17歳頃のこと、最初の警視総監を勤めていた際に、内閣が割れて、議会を停止し、再開を待たずして崩壊した。当時、2つの大政党が並立しており、その閉会中にホテルに預けてあった筈の300万円が紛失したというのだ。そのホテルの部屋にはエール錠、すなわち自動で鍵がかかる仕組みが備え付けられており、鍵は大臣と、その大臣の秘書官からさらに預けられた警視総監の手元にあり、誰も開けることはできない筈だった。その後、某国の大使館には日本人がスパイとして雇われており、その日本人から大使館の大使の部屋に、ホテルにある筈の300万円があるという報告があった。そんな折、とある青年記者が300万円事件をどこからか嗅ぎつけてしまった。彼はエール錠でも、むしろ普通の鍵であけるよりも素手で開けられるのではないか、という。警視総監は彼の協力もあって、その某国大使館から300万円を取り返すことに成功したかに見えたが、このことを探知していた野党の手に半分が渡り、内閣の総辞職にいたったのであった。
この事件を志賀博士は青年記者を怪しいと疑い、彼の指紋がたびたび異なるところから、彼の詐術を暴くといきまいていたが、令嬢の知り合いである前述の青年紳士の暴いた真相は意外に単純なものだった。

### 銀十二枚
令嬢と青年紳士はとある演芸場へ赴いていた。その舞台で踊っている8，9歳の男子は特別に優れた躍り手でもなく、下手でもなかったが、舞台の変化があるたびに、急に怯えて逃げだそうとしていた。その子供がいなくなったのに気づき、令嬢と紳士は跡を追ってみることにした。紳士は別行動をとることになり、令嬢のみが子供の跡をつけることになった。
果たして男の子は15、6歳の少女に引っ張られながら、家に帰ることを拒んでいた。姉らしきその少女に、少年は知らないおじさんがくれたという50銭銀貨12枚を渡そうとしていた。そんな有様を一人除いていた令嬢は、さらに尾行を続けようとしていたところ、青年紳士と合流し、銀貨の話をしたところ、紳士はイスカリオテのユダの話を令嬢に思い出させ、とある貧民向けの食堂へと令嬢を招待し、少年が何をしたのかを語り、そしてその報いを令嬢に見せる。

### 獅子の精神病
令嬢が省線電車から渋谷駅でおりたところで、青年紳士は待ち構えていた。愛犬の病気を心配する令嬢は、動物病院へ赴くところだった。その動物病院の医師、板木が犬の精神病の話をしていたところへ、警察からライオンが精神病にかかり、人に大けがを負わせたという一報を届けた。
松田曲馬団では獅子、すなわちライオンの芸が人気で、そのライオンが団員の二人を噛み、一人は重体で、一人は軽い傷で済んだ、という。二人は団長の娘を巡り、恋のさや当てをしているところでもあった。板木博士と同行した青年紳士は、これは殺人事件だと述べ、真犯人を指摘した。

### 祖母の珊瑚珠
令嬢、勝子の祖母の病状は癌の末期で、勝子が2，3歳の時、まだ祖父が生きていた頃の20年前に紛失したという珊瑚珠のことを気にかけていた。
勝子の祖父は、貧乏代議士で、その珠を紛失した頃、政界から失脚し、失意のままに卒中でこの世を去っていた。それと時を同じくして遠山という将軍が自室で不思議な死を遂げており、その解剖には法医学の教授であった小山田博士が関与していた。小山田博士の見立てでは、将軍の死は自殺の目的で睡眠薬を飲み過ぎた結果だったとなった。しかし、その死をきっかけとして、とある秘密の政治陰謀団、日本新生党が解散したという事件が起こり、その党首が勝子の祖父だった。遠山の弟である泰次郎の縁でその結社が兄を誘おうとしており、遠山は当初は乗り気であったが、突如前言を翻し、入党を拒否するようになった。そんな折の遠山の急死であり、勝子の祖父はそのため、悪評を得ていた。そんな祖父の不運を、勝子の祖母は珊瑚がなくなったことと結びつけて考えていた。
青年紳士は24時間のうちに珊瑚珠を発見し、祖父の汚名を雪ぐと宣言する。

### 霜を履む
祖母の見舞いに病院を訪れていた勝子は、院内で殺人事件が起こった、と聞かされる。かつて満洲の領事をしていた牧山という外交官が胆石症で入院していたのが殺された、という。夫人や附添看護婦が見張っている中の、ある意味密室の殺人事件であった。彼の手首にはキリストの磔刑のように一本の釘がてのひらから甲の方へ抜け刺さっていた。彼は実直な人間で、人の怨みを買うような覚えはない、と夫人は語った。だが、事件を担当した落合警部の説明を聞いた青年紳士は、外交官のそうした事無かれ主義の性格が事件の背後にあるのではないか、と語り、張学良ともかかわりのある意外な犯人を突き止める。

### 釣鐘草の提灯
祖母の病気は進行し、一方で令嬢、勝子の縁談の話が進んでいた。勝子は青年紳士のことを心憎からず思っていたが、それが真実の愛であるかどうか、悩んでいた。青年紳士の態度もはっきりしていなかった。
勝子の縁談の相手は、貴族院の三益伯爵の仲介で、満川家からのものだった。祖母の話によると、満川家と大木家には因縁のようなものがあった、という。そして、勝子が4，5歳の時に斎や（斎田すみ）という女中がいて、祖父に資金の援助をしようとした際に、祖母が風邪をこじらせてしまい、斎やが身代わりで会談に同席することになった。斎やを見た満川の主人は仰天し、提案は引っ込められ、斎やはその夜のうちに失踪した。斎やが幼い勝子に童謡を歌っていたことを、勝子は思い出していた。
青年紳士に勝子は、斎やを捜し出す探偵を依頼する。斎やが精神病院にいることを突き止める紳士と勝子であったが、斎やは青年紳士の正体を暴き、勝子たちを拒絶する。

### 純情の指輪
青年紳士と満川家との関係を知った勝子は複雑な気分になる。彼女に満洲へ赴くことを告げ、青年紳士は数字の彫り込んだ指輪を渡す。
祖母がなくなり、満川家との婚約が成立し、周囲も乗り気の中で、勝子は浮かぬ顔のままであった。婚約者である外交官に指輪を勝子は見せ、その指輪を婚約者は借り受けるが、それから数日して、突如、婚約の破棄を訴えてきた。満川の当主の家を訪問した勝子たちは、さらにそこへ「たみや」と名乗る女が現れ、指輪の秘密を語った。

## 登場人物
青年紳士（名前は不明）
物語の1話から7話までの探偵役。ドイツ人ウォルフの家で、ドイツ語を習いにきていた勝子に出会う。8話で満洲に旅立つ。
令嬢／大木勝子（おおき　かつこ）
物語のヒロイン。愛犬に国の名前をつけている。結婚について、理性の承認した愛がないといけない、と考えている。
大極道人
易者で、青年紳士の父親。青年紳士が15、6歳の時に食道癌でなくなる。
大木警視総監
勝子の父。なき父親にかわって、政界に乗り出そうともしており、その一つが勝子と満川家との縁組みであった。
演芸場の少年（冬吉）
桃太郎の劇で、独自の反応を示す。
少年の父親
少年がした行為に対して、ある命令を下す。
板木博士
犬を專門とする動物医。
松田氏
曲馬団の団長。
松田花子
団長の娘。
コーリャ
松田曲馬団の獅子使いのロシア人。ロシア語とインド語を話す。日本語が出来ぬが、日本語はある程度理解できるらしい。日本語の理解できる、仲間のロシア人の獅子使いが2人いたが、長崎で駆け落ちをしてしまい、一人取り残されている。
達夫
ロシア人の助手の一人。ライオンに咬まれるも、軽傷ですむ。
弥吉
ロシア人の助手の一人。ライオンに咬まれ、深手の傷を負う。
勝子の祖母
癌で余命幾許もない。勝子の看護を受けている。8話でこの世を去る。
勝子の祖父
日本新生党の代議士。
遠山少将
退役軍人で、軍部とのつながりで政界に出ようとしていた。
遠山泰次郎
遠山少将の弟で、日本新生党に兄のことを紹介した。
牧山
先の満洲の領事。
牧山夫人
牧山の妻。夫のことを、気の弱い、おとなしい人間だと語った。
附添看護婦
牧山専属の看護婦。
三益伯爵（みます　はくしゃく）
大木家と満川家の仲人。
満川貞良（みつかわ　さだよし）
勝子の婚約先の実業家。
満川の令息
その次男。外交官。兄が先に死んだため、跡取り息子である。
斎や（斎田すみ）／木田とみ／たみや
大木家の女中で、満川家と浅からぬ関係があったらしい。斎田家は、満川・三津木と並び称される財閥だった。
志賀司馬三郎（しが　しばさぶろう）
とある官立大学の法医学教室の博士。木々高太郎のシリーズ探偵の一人。この物語では、若かりし日の姿が描かれている。『四十面相の男』に登場。
小山田博士
志賀博士の師匠で、準シリーズ探偵。『釣鐘草の提灯』に登場。
落合警部
大心池・志賀シリーズ共通のレギュラー刑事。『銀十二枚』・『霜を履む』に登場。